# Tahir Yiğit
Tahir Buğra Yiğit (Alanya, 30 september 2001) is een Turks wielrenner.

## Carrière
In 2019 werd Yiğit nationaal kampioen tijdrijden bij de junioren, voor Emir Kaya en Fatih Deniz.
In 2020, als eerstejaars belofte, maakte Yiğit de overstap naar Spor Toto. In zijn eerste seizoen bij de ploeg werd hij onder meer zestiende in het nationale kampioenschap op de weg en nam hij deel aan de Ronde van Mevlana. In 2023 werd hij derde op het nationale kampioenschap op de weg bij zowel de beloften als de eliterenners. In september 2024 werd hij geselecteerd om namens de Turkse nationale selectie deel te nemen aan het Europese kampioenschap.
In mei 2025 behaalde Yiğit in de Ronde van Iran zijn eerste twee profoverwinningen: in zowel de tweede als de vijfde etappe was hij de beste in de massasprint.

## Overwinningen
2019
 Turks kampioen tijdrijden, Junioren
2025
2e en 5e etappe Ronde van Iran

## Ploegen
- 2020 –  Spor Toto Cycling Team
- 2021 –  Spor Toto Cycling Team
- 2022 –  Spor Toto Cycling Team
- 2023 –  Spor Toto Cycling Team
- 2024 –  Spor Toto Cycling Team
- 2025 –  Spor Toto Cycling Team